# Atrichopogon atribarba
Atrichopogon atribarba är en tvåvingeart som beskrevs av Jean-Jacques Kieffer 1922. Atrichopogon atribarba ingår i släktet Atrichopogon och familjen svidknott. Inga underarter finns listade i Catalogue of Life.